# Арнуванда I
Аруванда I је био хетитски владар из периода Новог краљевства.

## Владавина
Аруванда је на престо дошао оженивши се Ашму-Никал, ћерком претходног владара Тудхалије. Током своје владавине, Аруванда је покренуо безуспешан поход на државу Арава. Према Доњој хронологији, Аруванда је владао од 1370. до 1355. године. Наследио га је Хатушили II или Тудхалија II.

## Владари Новог хетитског краљевства
| Владар                                | Владавина             | Догађај                                        |
| ------------------------------------- | --------------------- | ---------------------------------------------- |
| Тудхалија I                           | 15. век п. н. е.      | могуће унук Зиданте II                         |
| Арнуванда I                           |                       | зет Тудхалија I                                |
| Хатушилиш II                          |                       | постојање и владавина овог владара су оспорени |
| Тудхалија II                          | 1360? – 1344 п. н. е. | син Арнуванде                                  |
| Тудхалија III "Млађи"                 |                       | Син Тудхалија II                               |
| Шупилулијума I                        | 1344–1322 п. н. е.    | Син Тудхалија II                               |
| Арнуванда II                          | 1322–1321 п. н. е.    | Син Шупилулијуме                               |
| Муришилиш II                          | 1321–1295 п. н. е.    | Син Шупилулијуме                               |
| Муватали II                           | 1295–1272 п. н. е.    | Битка код Кадеша                               |
| Муришилиш III познат и као Урши-Тешуб | 1272–1267 п. н. е.    | Син Муваталија II                              |
| Хатушилиш III                         | 1267–1237 п. н. е.    | мировни уговор са Египтом                      |
| Тудхалија IV                          | 1237–1209 п. н. е.    | битка код Нихрије                              |
| Курунта                               | 1228–1227 п. н. е.    | Син Муваталија II                              |
| Арнуванда III                         | 1209–1207 п. н. е.    | Син Тудхалија IV                               |
| Шупилулијума II                       | 1207–1178 п. н. е.    | Син Тудхалија IV; пад Хатуше                   |